# Llansantffraid-ym-Mechain
Llansantffraid-ym-Mechain – miejscowość w Walii (Wielka Brytania), w hrabstwie Powys, blisko granicy z angielskim hrabstwem Shropshire, około 8 kilometrów na południowy zachód od miasta Oswestry.

## Nazwa
Pisownia nazwy miejscowości była przedmiotem długotrwałego sporu. Pierwotny zapis, zgodny z regułami walijskiej ortografii, to Llansanffraid-ym-Mechain (bez „t”). Llansanffraid oznacza „Kościół św. Brygidy”, a ym-Mechain odnosi się do jego lokalizacji w średniowiecznej jednostce terytorialnej (cantref) Mechain. W połowie XIX wieku wprowadzony został zapis z „t” (Llansantffraid-ym-Mechain). Ten błędnie sugeruje, że święty w nazwie kościoła jest płci męskiej. W 2008 roku rada hrabstwa Powys przywróciła zapis bez „t” w ramach standaryzacji walijskich nazw geograficznych. Zmiana nie była jednak konsultowana z mieszkańcami, którzy przeważająco opowiadali się za pozostawieniem zapisu z „t”. Pod ich naciskiem zapis ten ponownie wprowadzony został w 2014 roku.
Oficjalnie przyjęta nazwa Llansantffraid-ym-Mechain (z „t”) widnieje m.in. na znakach drogowych i mapach Ordnance Survey. W wykazie standardowych walijskich nazw geograficznych, opublikowanym w 2018 roku przez komisarza języka walijskiego (urząd rządu walijskiego), figuruje jednak nazwa bez „t”.